# Segno di Argyll Robertson
Per segno di Argyll Robertson si intende un segno clinico tipico di alcune malattie del sistema nervoso centrale, come la tabe dorsale, la manifestazione più importante della sifilide terziaria.
Consiste nell'abolizione del riflesso miotico (restringimento della pupilla) alla stimolazione luminosa, ma con conservazione della miosi all'accomodazione e convergenza.

## Eponimo
Deve il suo nome al suo scopritore, l'oftalmologo e chirurgo scozzese Douglas Argyll Robertson.

## Eziopatogenesi
Il segno di Argyll Robertson ha come sede della lesione la zona dei nuclei pretettali. Vengono ad essere bloccate così le connessioni tra le vie pupillari bilaterali ed i nuclei di Edinger-Westphal. Ciò interrompe le vie afferenti del riflesso fotomotore, ma lascia integre le vie della contrazione pupillare (miosi) dell'accomodazione.